# Erland Lagerroth
Lars Erland Lagerroth, född 10 januari 1925 i Lund, död 18 september 2016 i Lunds Allhelgonaförsamling, var en svensk litteraturvetare och författare. Erland Lagerroth blev filosofie doktor vid Stockholms högskola 1958 på en studie om Selma Lagerlöf och docent i litteraturhistoria med poetik vid Lunds universitet 1960. Han var universitetslektor där 1974–1991.
Lagerroth var visiting professor vid Augustana College, Rock Island, Illinois 1959–1960 och vid University of California, Berkeley 1964. 
Han mottog Gleerupska priset av Vetenskapssocieteten i Lund 1965, Ingmarsstipendiet av Nås hembygdsgille 1973, Mårbackapriset av Mårbackastiftelsen 1978 och Sökarens klokpris 2003 samt blev utsedd till Årets förvillare 1998 av föreningen Vetenskap och Folkbildning.
Lagerroth var son till professor Fredrik Lagerroth och var från 1949 gift med professor Ulla-Britta Lagerroth. Erland Lagerroth är begravd på Norra kyrkogården i Lund.